# 王正升
王正升（1960年12月—），男，宁夏彭阳人，中华人民共和国政治人物。

## 生平
2001年3月，任宁夏海原县委书记；2003年8月，任中共固原市委常委、政法委书记；2005年3月，任中共中卫市委常委、政法委书记、公安局局长；2007年8月，任宁夏回族自治区公安厅副厅长；2008年1月，任宁夏回族自治区司法厅厅长；2013年1月，任宁夏回族自治区公安厅党委书记、第一副厅长；2016年1月，任青海省公安厅厅长、党委书记；2016年11月，任青海省人民政府副省长、省公安厅厅长。2021年1月，辞去青海省人民政府副省长。